# Bousbach
 Bousbach  es una población y comuna francesa, en la región de Lorena, departamento de Mosela, en el distrito de Forbach y cantón de Behren-lès-Forbach.

## Demografía
| 640 | 649 | 725 | 843 | 913 | 950 |
| Para los censos de 1962 a 1999 la población legal corresponde a la población sin duplicidades (Fuente: INSEE [Consultar]) |     |     |     |     |     |